# Teniszkönyök

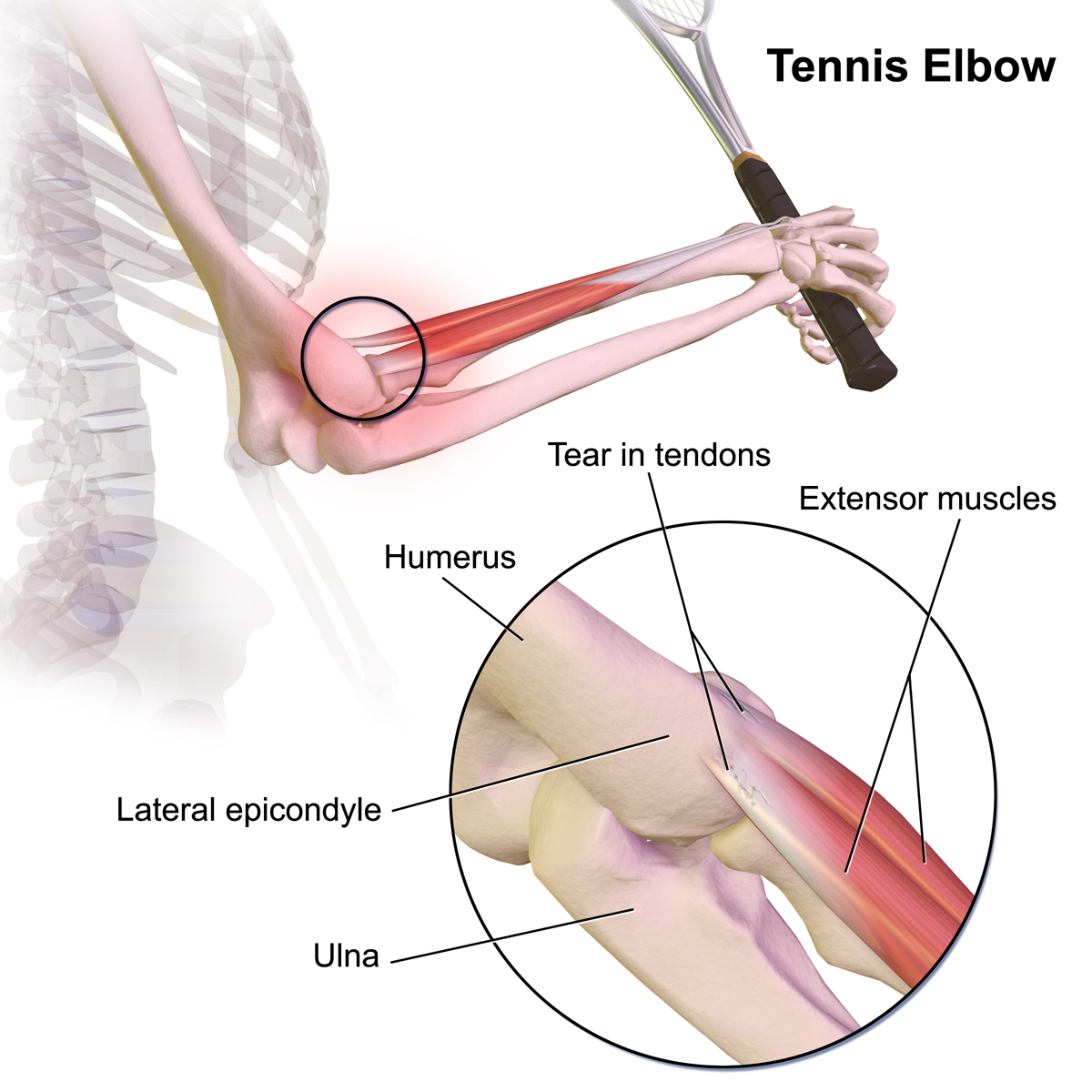
Teniszkönyök

A teniszkönyök az egyik leggyakoribb túlterheléses, a fokozott igénybevételből eredő könyöktáji állapot, amely az alkar feszítő izmainak tapadási helyén kialakuló csonthártyagyulladás (epikondilitisz). Neve onnan ered, hogy a rendszeresen teniszezők 45%-ánál sportpályafutása során legalább egyszer kialakul, de kialakulhat egyéb sportolóknál (pl. dobóatléták) is, illetve nehéz fizikai munkát (pl. ásás, emelés) vagy ismétlődő, megerőltető kézmozdulatot végzőknél (zongorázás, varrógépen végzett és egyéb, sok könyökléssel járó munka) is. Napjainkban egyre gyakrabban okoz ilyen panaszt a számítógép billentyűzetének hosszú és rendszeres használata. 
A betegek többségénél a domináns oldal az érintett. 
Alapjában a betegség lényege a kötőszövetek gyulladása a könyöktájékon. A férfiaknál gyakoribb, főleg a 35-55 év közöttieket érinti. Kezelése alapvetően konzervatív (nem műtéti), a provokáló aktivitás elhagyása, gyulladás és fájdalomcsillapító gyógyszerek ill. helyi krémek alkalmazása. Sportolók gyakran alkalmazzák a könyök szintje alá felhelyezhető pántot (övet), mely segít tehermentesíteni az adott izmok eredőjét. Egyéb gyógymódok: speciális hanghullámok, valamint a feszítő izmokba adott injekció, amely hialuronsavat és/vagy gyulladáscsökentő és fájdalomcsillapító szereket tartalmaz. Idült esetben a műtéti kezelése is szóba jöhet.

## Tünetei
A teniszkönyök első tünete a fogásra, megfeszítésre történő fájdalom az alkar külső oldalán. A könyök külső oldala nyomásérzékeny lehet, megduzzadhat, az ízületi mozgások korlátozottak. Ez a fájdalom adott estben szétsugározhat az alkarba, az ujjakba, adott esetben pedig akár a vállba is. Gyakori velejárója az izomgyengeség, amelynek következtében a beteg gyakran ejt le tárgyakat.

## Kezelése
Konzervatív kezelés esetén a pihentetés, a fájdalmas terület tehermentesítése a cél, a kiváltó mozgásforma kerülésével, az ízület nyugalomba helyezésével. A nyugalomban tartást adott esetben egy izomszorító is segítheti. A fájdalom csökkenthető gyulladáscsökkentő krémekkel, szteroid tartalmú injekciókkal. A fájdalmak megszűnése után megkezdhető a gyógytorna. Súlyosabb esetekben a műtéti beavatkozás javasolt, amelynek során meghosszabbítják a megrövidült hosszú alkarfeszítő izom inas részén. Néhány hetes kímélet után teljes a felépülés.
Alternatív gyógymódként újabban a lökéshullám-terápiát alkalmazzák, melynek során a fájdalmas területet gyors hanghullámokkal ingerlik, ezzel stimulálva a szervezet öngyógyító képességét.

## Megelőzése
Kerülni kell a nagy könyökmozdulatokat, valamint a gyakran ismétlődő erőbehatásokat. 
Sportoláskor az edzettségi foknak, erőnlétnek megfelelő sporteszközt kell használni, helyes technikával. Ezzel csökkenthető a sérülés kialakulása.